# Amerikanskaja doč'
Amerikanskaja doč' (Американская дочь) è un film del 1995 diretto da Karen Georgievič Šachnazarov.

## Trama
L'eroe del film, un musicista in un ristorante di Mosca, arriva a San Francisco per rapire sua figlia. La piccola Anjuta è stata segretamente portata via dalla sua ex moglie, dopo aver sposato un rispettabile americano. Dopo un toccante incontro tra papà e figlia, inizia il loro viaggio in autostop attraverso l'America, pieno di situazioni comiche e avventure.